# Pesotum (Illinois)
Pesotum es una villa ubicada en el condado de Champaign en el estado estadounidense de Illinois. En el Censo de 2010 tenía una población de 551 habitantes y una densidad poblacional de 356,95 personas por km².

## Geografía
Pesotum se encuentra ubicada en las coordenadas 39°54′40″N 88°16′35″O / 39.91111, -88.27639. Según la Oficina del Censo de los Estados Unidos, Pesotum tiene una superficie total de 1.54 km², de la cual 1.52 km² corresponden a tierra firme y (1.34%) 0.02 km² es agua.

## Demografía
Según el censo de 2010, había 551 personas residiendo en Pesotum. La densidad de población era de 356,95 hab./km². De los 551 habitantes, Pesotum estaba compuesto por el 97.1% blancos, el 0.18% eran afroamericanos, el 0.91% eran amerindios, el 1.09% eran asiáticos, el 0% eran isleños del Pacífico, el 0% eran de otras razas y el 0.73% pertenecían a dos o más razas. Del total de la población el 2.36% eran hispanos o latinos de cualquier raza.